# Tête du Rouge-Gazon
La tête du Rouge-Gazon est un sommet du massif des Vosges culminant à 1 186 mètres d'altitude, à la limite entre les départements des Vosges et du Haut-Rhin, en France.

## Géographie

### Situation
La tête du Rouge-Gazon (Rothen Wasen (inusité) en alsacien) sépare d'un côté la commune vosgienne de Saint-Maurice-sur-Moselle et de l'autre les communes alsaciennes de Urbès et Storckensohn situées en contrebas.
Ce sommet est l'un des plus hauts des Vosges du Sud, mais moins élevé que les sommets environnants de la tête des Neufs-Bois (1 228 mètres), de la tête des Perches (1 222 mètres) ou de la Haute Bers (1 252 mètres). La tête du Rouge-Gazon (1 186 mètres) est séparée de la tête des Neufs-Bois au nord par un col situé à 1 043 mètres et de la tête des Perches au sud par un col situé à 1 086 mètres. Les cols ne sont pas carrossables mais sont empruntés par différents sentiers reliant les versants lorrain et alsacien.
La tête du Rouge-Gazon fait partie de la ligne de crête principale des Vosges qui sépare du nord au sud la Lorraine et l'Alsace. Le sommet est prolongé au sud-est par une petite crête boisée d'environ 500 mètres de long à une altitude d'environ 1 150 mètres.
Les pentes modérées de la chaume côté lorrain contrastent avec le versant alsacien marqué par une importante empreinte glaciaire. Le côté tourné vers le nord-est est un secteur rocheux accidenté où se trouve la grotte de la Cuisine du Diable. Le côté tourné vers le sud-est est un cirque glaciaire moins raide accueillant la chaume et le gîte du Gazon Vert à 935 mètres.
Sur le versant lorrain, la goutte Verrière (branche mère du ruisseau des Charbonniers) et la Grande Goutte (affluent du ruisseau des Charbonniers) y prennent leur source aux cols sud et nord. Sur le versant alsacien, le sommet domine les sources du torrent du Bruckenbach (branche mère du Seebach) qui arrose Urbès et du ruisseau du Vert Gazon qui arrose Storckensohn puis Urbès.

### Faune et flore
La tête des Rouge-Gazon est un espace naturel sensible où se mêlent forêts, chaumes, tourbières, éboulis, etc. abritant de nombreuses espèces végétales et animales remarquables.
La tourbière qui se situe entre la tête des Neufs-Bois et la tête du Rouge-Gazon est à cet égard un espace naturel d'intérêt national.
Le massif de la tête du Rouge-Gazon est situé sur le versant lorrain en secteur Natura 2000. Le site du Rouge-Gazon et des Neufs-Bois a été classé en 2010 sur une superficie de 780 hectares (88 hectares auparavant) sur la commune de Saint-Maurice-sur-Moselle.
La tête du Rouge-Gazon est incluse sur le versant alsacien dans une ZNIEFF Continentale de type 1 de 295,69 hectares sur les communes de Urbès et de Storckensohn.
La tête du Rouge-Gazon se situe à proximité de la vaste forêt domaniale de Saint-Maurice et Bussang couvrant la partie moyenne du large massif boisé sur le versant lorrain.

## Histoire

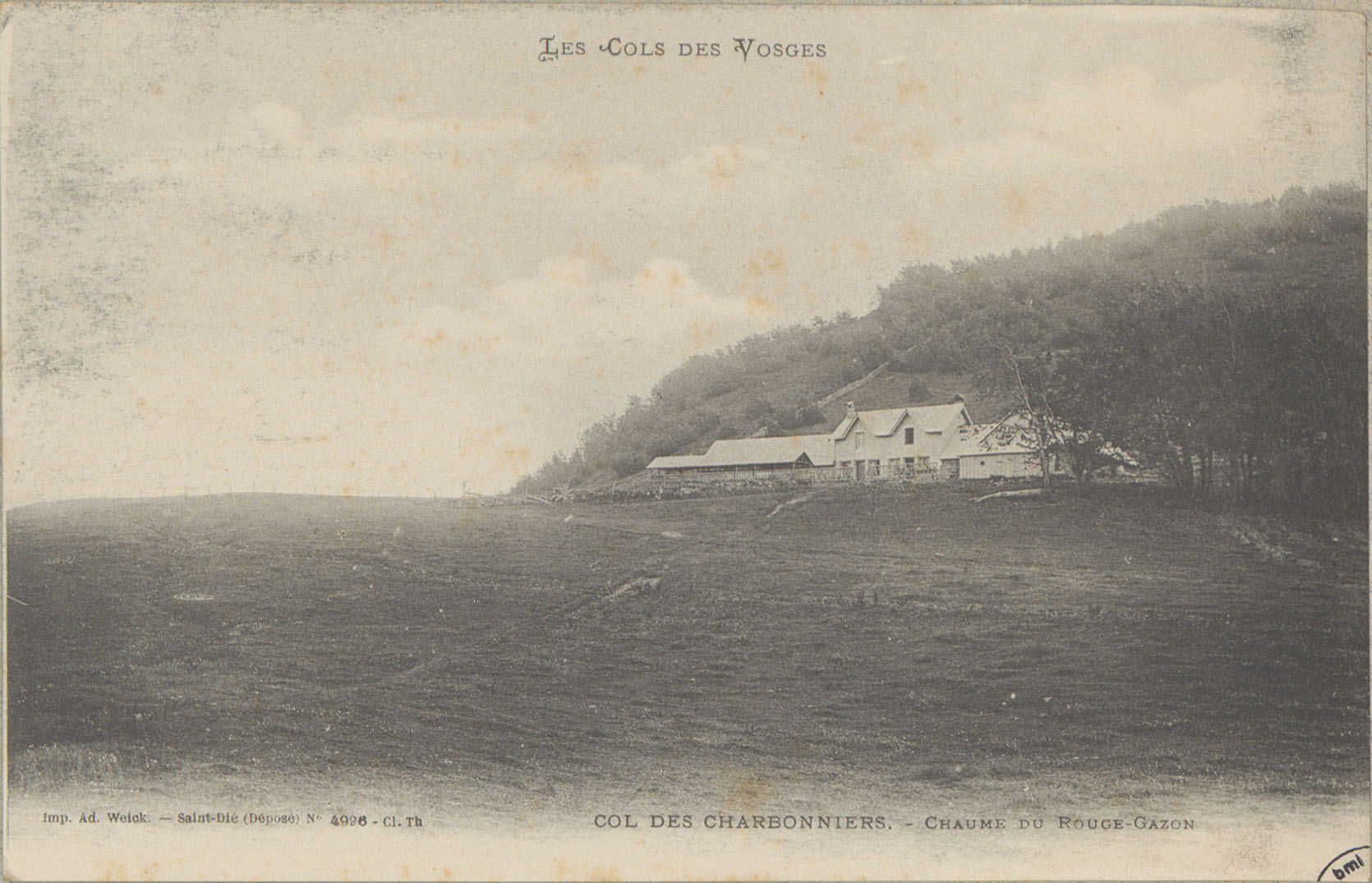
Chaume du Rouge-Gazon (carte postale Adolphe Weick).

Les pentes les plus faibles des têtes des Neufs-Bois, du Rouge-Gazon et des Perches ont été défrichées, à l'instar des autres sommets vosgiens, depuis plusieurs siècles pour les besoins de l'agriculture à travers l'activité pastorale.
La ferme de la chaume du Rouge-Gazon est à l'origine une marcairie traditionnelle des sommets vosgiens.

## Activités
La station de sports d'hiver et la ferme-auberge du Rouge-Gazon se trouvent à 1 100 m d'altitude au pied de la tête des Perches et face à la tête du Rouge-Gazon sur la commune de Saint-Maurice-sur-Moselle.
La tête du Rouge-Gazon est aisément accessible par la route depuis la chaume du Rouge-Gazon où se trouve la ferme-auberge. Le sommet, qui est en retrait, est accessible par un sentier non balisé.
Le massif est parcouru par différents sentiers de randonnée dont le GR531. Ils permettent de découvrir les différents aspects du massif en passant au pied du sommet de la tête du Rouge-Gazon par les chaumes vosgiennes du Rouge-Gazon et des Neufs-Bois.